# Aprostocetus percaudatus
Aprostocetus percaudatus är en stekelart som först beskrevs av Filippo Silvestri 1920.  Aprostocetus percaudatus ingår i släktet Aprostocetus och familjen finglanssteklar. Inga underarter finns listade i Catalogue of Life.